# Luis Ibáñez
Luis Ezequiel Ibáñez (Buenos Aires, 1988. július 15. –) argentin labdarúgó, jelenleg a Trabzonspor játékosa.

## Sikerei, díjai
CA Boca Juniors:
- Argentin labdarúgó-bajnokság (első osztály) ezüstérmes : 2007-08

GNK Dinamo Zagreb:
- Horvát labdarúgó-bajnokság (első osztály) bajnok : 2008-09, 2009-10, 2010-11, 2011-12, 2012-13, 2013-14, 2014-15
- Horvát labdarúgókupa győztes : 2014-15